# Lindberg (Washington)
Lindberg az Amerikai Egyesült Államok északnyugati részén, Washington állam Lewis megyéjében elhelyezkedő kísértetváros.
Lindberg postahivatala 1911 és 1925 között működött. Az Ashford és Morton közötti vasútvonal mentén létrejött Glenavon közelében Gustaf Lindberg 1911-ben gyárat alapított. Ugyan anyagi okokból Lindberg az 1920-as években megvált a létesítménytől, az az 1940-es évekig még üzemelt.

## Fordítás
- Ez a szócikk részben vagy egészben  a   Lindberg, Washington című angol Wikipédia-szócikk ezen változatának fordításán alapul.  Az eredeti cikk szerkesztőit annak laptörténete sorolja fel. Ez a jelzés csupán a megfogalmazás eredetét és a szerzői jogokat jelzi, nem szolgál a cikkben szereplő információk forrásmegjelöléseként.